# Johann Georg Rapp

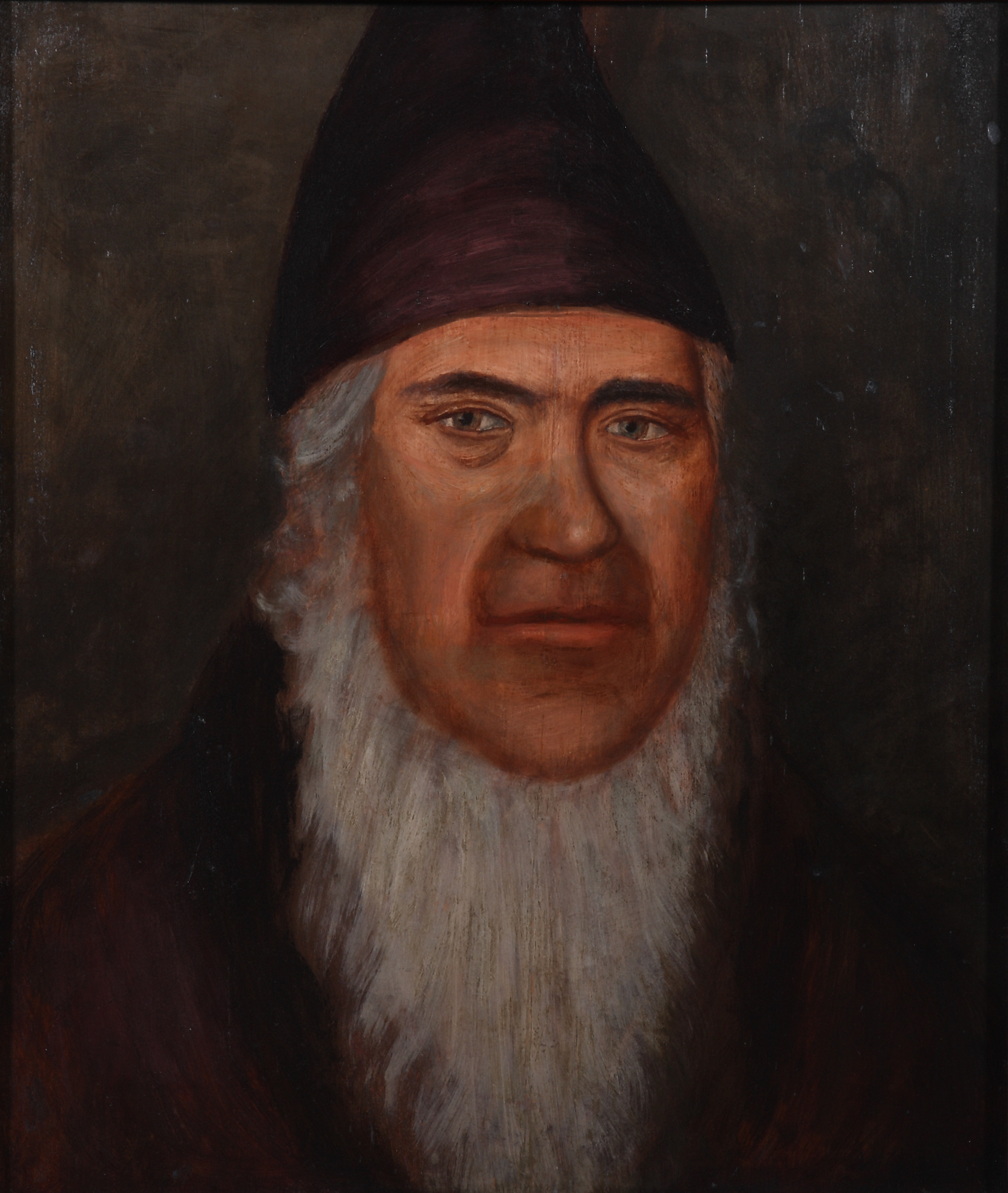
Johann Georg Rapp

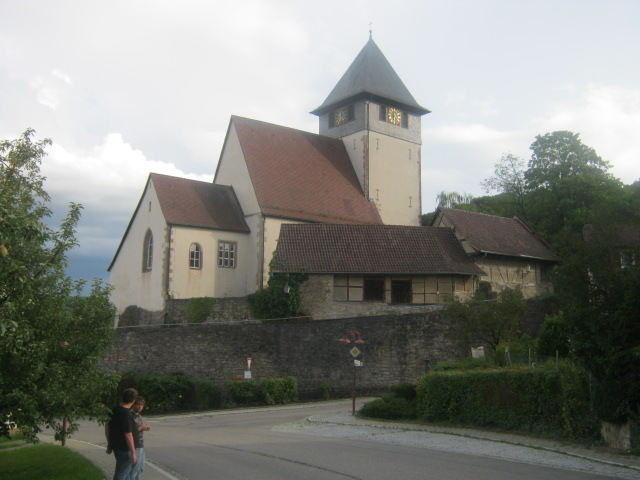
Kirche in Iptingen, dem Heimatort Rapps

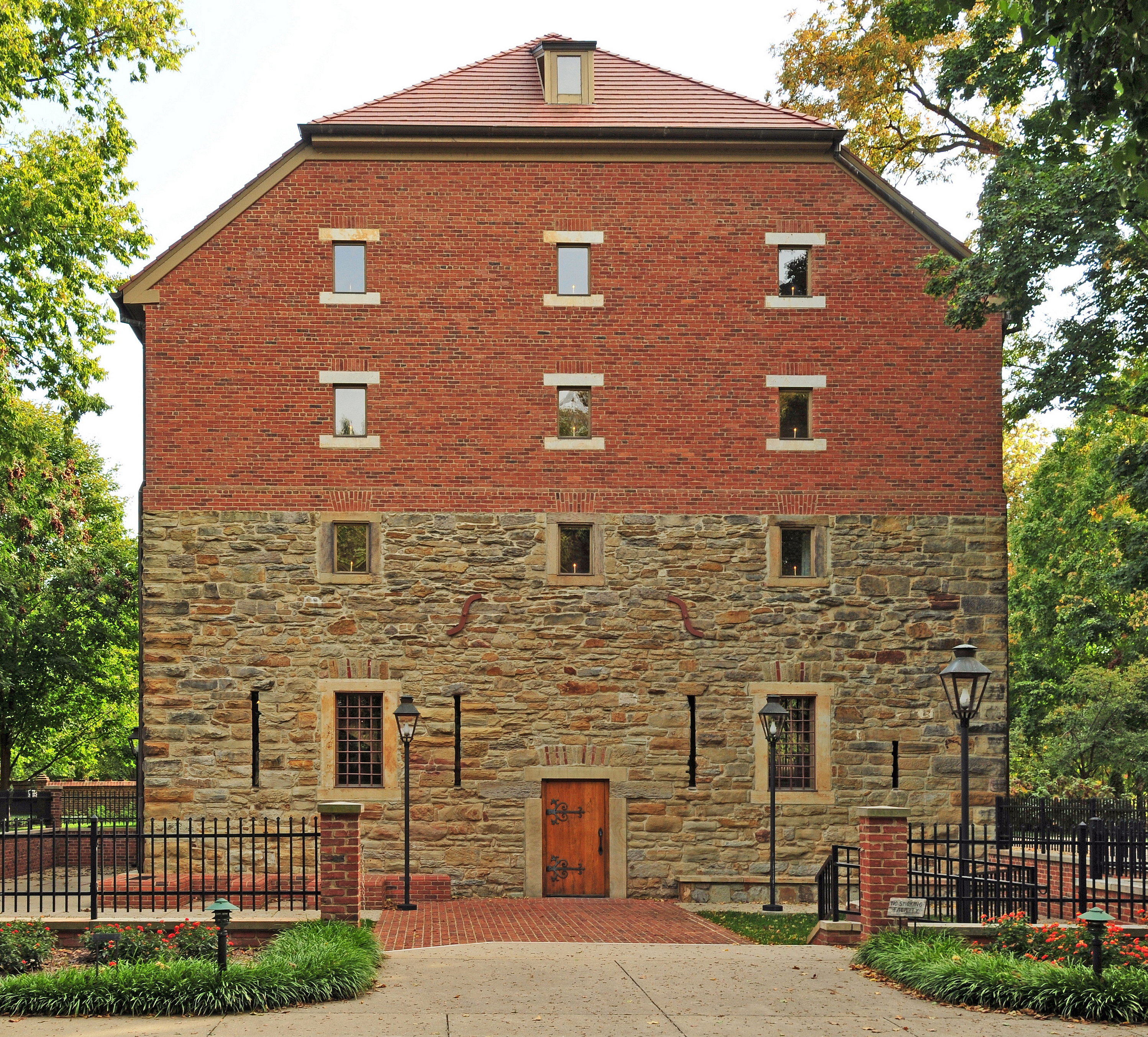
Getreidespeicher in Harmony (errichtet 1818; restauriert 1996–1998)

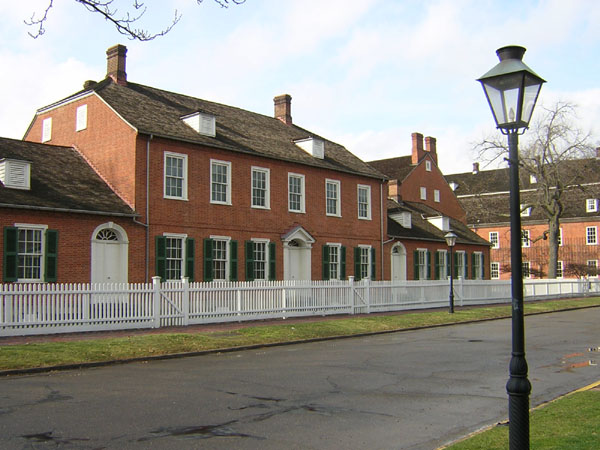
Rapp-Haus in Economy (Pennsylvanien)

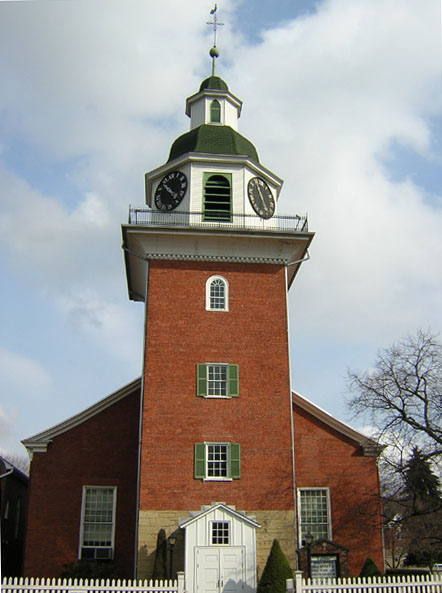
Kirche in Economy (Pennsylvanien)

Johann Georg Rapp (* 1. November 1757 in Iptingen; † 7. August 1847 in Economy, Pennsylvania) war eine führende Persönlichkeit des radikalen Pietismus.

## Biografie
Als Sohn armer Eltern wuchs Johann Georg Rapp in Iptingen auf und erlernte das Handwerk des Leinenwebers. Nach einer zweijährigen Wanderschaft kehrte er in seinen Heimatort zurück und besuchte bald die lokale pietistische Privatversammlung. Im Jahr 1785 heiratete er Christine Benzinger aus Friolzheim, die ihm so viel Vermögen mit in die Ehe brachte, dass der Leinenweber sozial in die Mittelschicht des Dorfes aufstieg. Seit Frühjahr 1785 blieb Rapp dem Gottesdienst und dem Abendmahl fern und begründete eine radikalpietistische Gruppe. Innerhalb weniger Jahre stieg Rapp zum bedeutendsten Separatistenführer in Württemberg auf, indem er die stark anwachsende radikalpietistische Bewegung im Amt Maulbronn, im Remstal und im Amt Balingen bündelte und organisierte. Mit gegenseitigen Besuchen und einer umfangreichen Korrespondenz hielten die Separatisten Verbindung untereinander. Begünstigt wurde der Aufstieg Rapps durch die Konzilianz der Obrigkeit, da man fürchtete, dass ihn harte Strafmaßnahmen oder gar eine Landesverweisung in den Augen seiner Anhänger zu einem Märtyrer machen würden.
Als nach dem Regierungsantritt des Herzogs Friedrich II. von Württemberg der Druck auf die Separatisten zunahm, entschloss sich Rapp zur Auswanderung. Zunächst dachte er an eine Ansiedlung in Louisiana, aber als dieses Territorium von Frankreich an die Vereinigten Staaten verkauft wurde, verließ er mit einigen Begleitern im Sommer 1803 Württemberg in Richtung Pennsylvania. Unweit der Stadt Pittsburgh fand er ein geeignetes Siedlungsgelände. In den Jahren 1804/05 folgten ihm etwa 700 seiner Anhänger. Mit einem Vertrag vom 15. Februar 1805 wurde die Harmony Society begründet, die der Inspirationsbewegung zuzurechnen ist, und nach ihr die Siedlung Harmony benannt. Die Menschen lebten in vollkommener Gütergemeinschaft; sämtliches Privateigentum war abgeschafft. Schwere Konflikte brachen auf, als Rapp 1807 die völlige sexuelle Abstinenz postulierte und auch rigoros durchsetzte. Durch eine vorbildliche Landwirtschaft und die Einrichtung moderner Fabriken (Tuchherstellung und -verarbeitung, später Seidengewinnung) prosperierte die Siedlung innerhalb weniger Jahre.
Rapp verkaufte jedoch die gesamte Siedlung im Jahr 1814 und zog mit seiner Gemeinschaft nach Indiana, wo er in der Wildnis am Wabash River eine neue Siedlung, ebenfalls Harmony genannt, errichtete. Auch dort entstand innerhalb kurzer Zeit ein vorbildliches Gemeinwesen, welches hohe Profite abwarf. Die Gruppe um Rapp machte sich auch um den Aufbau des Staates Indiana verdient. Nach weiteren zehn Jahren verkaufte Rapp die Siedlung an Robert Owen, der sie in New Harmony umbenannte, und nötigte seine Anhänger erneut zu einem Umzug – zurück in die Nähe der ersten Siedlung nach Pennsylvania, wo eine neue Siedlung mit Namen Economy (heutiger Ortsname: Ambridge) 18 Meilen nordwestlich von Pittsburgh errichtet wurde. Damit nahmen jedoch die Konflikte innerhalb der Gemeinschaft zu.
Johann Georg Rapp, der sich gegen Ende seines Lebens für unsterblich hielt, starb im Alter von 89 Jahren in Economy und wurde wie alle seine Anhänger in einem unbezeichneten Grab beerdigt.